# Lycopodium zonatum
Lycopodium zonatum är en lummerväxtart som beskrevs av Ren Chang Ching. Lycopodium zonatum ingår i släktet lumrar, och familjen lummerväxter. Inga underarter finns listade i Catalogue of Life.